# Cosmin Moți
Cosmin Iosif Moți (* 3. Dezember 1984 in Reșița, Kreis Caraș-Severin) ist ein ehemaliger rumänischer Fußballspieler. Der Abwehrspieler stand unter anderem neun Jahre beim bulgarischen Erstligisten Ludogorez Rasgrad unter Vertrag.

## Karriere

### Verein
Als Kind begann Moți das Fußball spielen in seiner Heimatstadt Reșița. Dort erhielt er bei CSM Reșița seinen ersten Profivertrag. Allerdings blieb er nicht lange bei CSM und wechselt bald zum FC Universitatea Craiova. Zuerst noch als Ergänzungsspieler, entwickelte er sich nach und nach zum Stammspieler von Craiova. Im Sommer 2005 erfolgte dann der nächste Wechsel zum rumänischen Hauptstadtklub Dinamo Bukarest. Unter Trainer Ioan Andone konnte sich Moți gleich in die Startelf spielen und wurde Leistungsträger der Mannschaft. 2007 holte er seinen ersten nationalen Titel und gewann die Meisterschaft. Im Sommer 2008 wagte er den Schritt ins Ausland und er unterzeichnete einen Vertrag beim AC Siena in der italienischen Serie A. Dieser Wechsel sorgte in seinem Heimatland für große Aufmerksamkeit, da er noch zwei Tage vor der Unterzeichnung eine solche Aktion von Dinamo weg für ausgeschlossen hielt. Der Wechsel nach Italien fand am letzten Tag der Sommertransferperiode statt. Moți kehrte allerdings schon in der folgenden Winterpause zu Dinamo zurück. Dort gewann er im Jahr 2012 den rumänischen Pokal.
Im Sommer 2012 verließ Moți nach dreieinhalb Jahren Bukarest und schloss sich dem amtierenden bulgarischen Meister Ludogorez Rasgrad an. Mit seinem neuen Klub gewann er die Meisterschaft 2013. Dieser Erfolg konnte in der darauffolgenden Spielzeit wiederholt werden. Durch den Sieg im Pokalfinale gewann er mit seinem Team das Double.
In den Play-offs der Qualifikationsrunde der UEFA Champions League 2014/15 ersetzte Moți im Rückspiel gegen Steaua Bukarest den in der 119. Minute vom Platz gestellten Torhüter Wladislaw Stojanow und verhalf Ludogorez Rasgrad im Elfmeterschießen mit einem selbst verwandelten und zwei gehaltenen Elfmetern zur erstmaligen Qualifikation für die UEFA Champions League in der Vereinsgeschichte. Dort schied man in der Vorrunde als Gruppenletzter aus.

### Nationalmannschaft
Im Februar 2008 gab Moți sein Debüt im Trikot der rumänischen Nationalmannschaft. Beim Freundschaftsspiel gegen Israel wurde er in der 90. Minute eingewechselt. Obwohl er bis Sommer 2008 nur ein Länderspiel absolvierte, wurde er von Nationaltrainer Victor Pițurcă in den Kader der Rumänen für die Europameisterschaft in Österreich und der Schweiz nominiert. In der Vorbereitung zu diesem Ereignis bestritt er sein zweites Länderspiel, als er beim 4:0-Sieg gegen Montenegro bereits zur Halbzeit eingewechselt wurde.
Im September 2011 kehrte Moți nach vier Jahren in den Kreis der Nationalmannschaft zurück, nachdem Pițurcă dort das Ruder wieder übernommen hatte. Im EM-Qualifikationsspiel gegen Belarus stand er am 7. Oktober 2011 in der Startaufstellung.
Auch bei der Fußball-Europameisterschaft 2016 in Frankreich wurde er in das rumänische Aufgebot aufgenommen. Er war einer von zwei Feldspielern, die danach im Turnier nicht eingesetzt wurden.

### Erfolge/Titel

#### Dinamo Bukarest
- Rumänischer Supercup-Sieger: 2005
- Rumänischer Meister: 2007
- Rumänischer Pokalsieger 2012

#### Ludogorez Rasgrad
- Bulgarischer Meister (9): 2013, 2014, 2015, 2016, 2017, 2018, 2019, 2020, 2021
- Bulgarischer Pokalsieger: 2014
- Bulgarischer Supercup-Sieger: 2012, 2014, 2018, 2019